# Góry Sulejmańskie
Góry Sulejmańskie – pasmo górskie w południowej Azji. 
Pasmo Gór Sulejmańskich rozciąga się południkowo z lekkim wybrzuszeniem na wschód w przybliżeniu wzdłuż średniego biegu Indusu. Ma długość 600 km i szerokość do 300 km. Ogranicza od wschodu Wyżynę Irańską, a od wschodu sąsiaduje z Niziną Indusu. Na północy przechodzi w pasmo Safed Koh. 
Góry Sulejmańskie są zbudowane głównie z mezozoicznych skał osadowych - łupków ilastych, wapieni i piaskowców. Zostały wypiętrzone w orogenezie alpejskiej i należą do łańcucha alpejsko-himalajskiego. 
Partie wierzchowinowe mają charakter monotonnych, szerokich płaskowyżów, zachodnie zbocza opadają łagodnie w stronę Wyżyny Irańskiej, wschodnie zbocza opadają stromo w dolinę Indusu. Góry Sulejmańskie stanowią barierę nie dopuszczającą wilgotnych wiatrów znad Morza Arabskiego nad Wyżynę Irańską. Od strony zachodniej roślinność półpustynna, od wschodniej - lasy podzwrotnikowe i sawanny. 
Najwyższe szczyty: 
- Takht-e-Sulaiman - 3487 m n.p.m.
- Khilafat Hills - 3,475 m n.p.m.
- Kesai Ghar - 3,444 m n.p.m.
- Zarghun Ghar - 3,578 m n.p.m.